# کان می یون
کان می یون (به انگلیسی: Kan Mi-youn)(زاده ۲ فوریه ۱۹۸۲) خواننده، مدل کره‌ای است.